# Parlamentní volby v Kamerunu v roce 2007
Parlamentní volby v Kamerunu se konaly dne 22. července 2007. Ve stejném termínu probíhaly i komunální volby. V některých volebních okresech byly následně výsledky zrušeny a volby se v nich opakovaly 30. září 2007. Vítězem voleb byla vládnoucí strana Kamerunské lidové demokratické hnutí (RDPC), které obsadilo 153 ze 180 křesel v Národním shromáždění. Nejsilnější opoziční strana, Sociálně demokratická fronta (SDF) získala 16 mandátů.

## Volební kampaň
O 180 křesel v Národním shromáždění se ucházelo 1 274 kandidátů ze 41 politických stran. V místních volbách se ucházelo 24 620 kandidátů o 6 514 dostupných mandátů. Jedinou politickou stranou, která měla kandidáty ve všech volebních okrscích, byla RDPC.
Během volební kampaně se objevily stížnosti, že RDPC dostává nepřiměřeně vysílacího času v televizi a v rozhlase. Předseda Progresivního hnutí (MP) Jean-Jacques Ekindi si stěžoval, že jeho strana dostává denně pouze 6 sekund vysílacího času v televizi, což jí během celé kampaně zajistilo přibližně jeden a půl minuty vysílacího času. Podle Ekindiho šlo o diskriminaci malých stran a jednalo se o nezákonné jednání. Dne 18. července 2007 MP formalizovala spojenectví s Kamerunskou demokratickou unií (UDC). Součástí dohody těchto stran bylo, že nekandidovaly proti sobě ve stejných volebních obvodech.

## Průběh voleb
Dne 17. července John Fru Ndi, vůdce opoziční SDF, prohlásil, že přípravy na volby byly poznamenány nesrovnalostmi, včetně špatného rozdělování voličských průkazů, kdy někteří lidé obdrželi více karet a někteří žádnou. Došlo také k překreslování hranic volebních okrsků ještě před zveřejněním výsledků. Fru Ndi prohlásil, že volby tak nebudou transparentní a z dané situace vinil úřadujícího prezidenta Paula Biyu. Dle Fru Ndiho chtěla vládnoucí RDPC získat dvoutřetinovou většinu v parlamentu, aby mohla změnit ústavu a umožnila tak opět Biyovi kandidovat v prezidentských volbách v roce 2011. Za SDF kandidovalo 103 lidí a podle předsedy strany by byl bojkot voleb zbytečný.
Účast voličů ve volbách byla nízká. Podle některých zdrojů se například volební účast v Douale odhadovala na 20 %. Přesto v den voleb vystoupil ministr územní správy Marafa Hamidou Yaya a prohlásil, že volební účast v celé zemi byla „velmi úctyhodná“. Řekl také, že volby proběhly hladce a bez větších incidentů. Podle jiných zdrojů však u voleb docházelo k nesrovnalostem a voličům byla na řadě míst umožněna volební účast pouze s voličským průkazem bez předložení průkazu totožnosti. Opozice označila volby za zmanipulované.
Kromě SDF na údajné podvody upozorňovala i UDC a obě strany prohlásily, že se odvolají v každém okrsku, ve kterém byli jejich kandidáti poraženi. Další opoziční strana - Aliance demokratických sil (AFP) - uvedla, že se odvolávat nebude, protože považuje právní systém v zemi za natolik zkorumpovaný, že by bylo zbytečné podávat žalobu.
Prezident Paul Biya při odevzdání svého hlasu v Yaoundé řekl, že očekává pro svou stranu pohodlnou většinu, která mu umožní budovat a modernizovat zemi. Řekl také, že kampaň probíhala v klidné, vyrovnané a mírové atmosféře a doufá, že tato atmosféra zůstane zachována i po volbách a obyvatelé jejich výsledky přijmou.

## Volební výsledky
Po vyhlášení oficiálních výsledků voleb byly k Nejvyššímu soudu Kamerunu podáno 103 stížnosti. Většina z nich požadovala zrušení výsledků v jednotlivých volebních obvodech, některé z nich však žádaly pouze neutrální přepočítání hlasů. Nejvíce podnětů podala Národní unie pro demokracii a pokrok (UNDP), která si stěžovala ve 33 případech. SDF podala 30 stížností, Svaz lidu Kamerunu (UPC) vznesl 6 stížností a RDPC čtyři. John Fru Ndi dne 2. srpna 2007 uvedl, že by kvůli podvodům měly být zrušeny celé volby. Tvrdil také, že pokud by byly volby svobodné a transparentní, vyhrála by je jeho strana.
Nejvyšší soud Kamerunu 10. srpna 2007 vyhlásil konečné volební výsledky. Podle nich RDPC získala 140 mandátů, SDF 14 mandátů, UNDP a UDS po čtyřech mandátech a Progresivní hnutí jeden. V pěti volebních okrscích byly soudem volební výsledky zrušeny a zůstalo tak neobsazeno 17 křesel. Mezi zvolenými poslanci bylo 23 žen.

### Opakované volby
Dne 29. srpna 2007 bylo oznámeno, že doplňkové volby v pěti volebních okrscích, kde byly předchozí volební výsledky z rozhodnutí soudu zrušeny, se budou konat 30. září 2007. Opakované volby se týkaly okrsků Wouri-East, Mayo-Tsanaga-North, Nyong and Kellé, Mungo South a Haut-Nikam. Volební kampaň před opakovanými volbami započala 15. září 2007.
Prozatímní výsledky ukázaly, že RDPC získala 13 ze 17 neobsazených křesel, dvě křesla získala SDF a dvě UNDP. SDF tyto výsledky zpochybnila, přičemž John Fru Ndi prohlásil, že jeho strana ve skutečnosti získala šest mandátů. Tvrdil, že jeho strana získala nadpoloviční většinu v okrsku Wouri-East, čímž získal čtyři mandáty, po jednom mandátu pak měla získat v okrscích Haut-Nkam a Mayo-Tsanaga-North.
Dne 10. října 2007 Nejvyšší soud Kamerunu rozhodl, že šest odvolání proti výsledkům voleb je neopodstatněných a další dvě odvolání zamítl. Soud tak dne 15. října 2007 potvrdil výsledky dílčích voleb. Celkově pak RDPC získala 153 křesel, SDF 16 křesel, UNDP šest křesel, UDS čtyři křesla a jedno křeslo Progresivní hnutí.
| Politická strana                                | Hlasy     | %       | Mandáty | */- |
| ----------------------------------------------- | --------- | ------- | ------- | --- |
| Kamerunské lidové demokratické hnutí            | 2 105 503 | 67,30 % | 153     | ▲4  |
| Sociálně demokratická fronta                    | 425 435   | 13,60 % | 16      | ▼6  |
| Národní unie pro demokracii a pokrok            | 355 903   | 11,38 % | 6       | ▲5  |
| Kamerunská demokratická unie                    | 68 427    | 2,19 %  | 4       | ▼1  |
| Hnutí za obranu republiky                       | 47 992    | 1,53 %  | 0       | -   |
| Svaz lidu Kamerunu                              | 43 141    | 1,38 %  | 0       | ▼3  |
| Aliance pro demokracii a rozvoj                 | 26 936    | 0,86 %  | 0       | -   |
| Národní aliance pro demokracii a pokrok         | 18 361    | 0,59 %  | 0       | -   |
| Kamerunské hnutí za svobodu a rozvoj            | 6 019     | 0,19 %  | 0       | -   |
| Unie za republiku                               | 4 806     | 0,15 %  | 0       | -   |
| Kamerunská strana pracujících a rolníků         | 4 401     | 0,14 %  | 0       | -   |
| Hnutí za demokracii a pokrok                    | 3 970     | 0,13 %  | 0       | -   |
| Progresivní hnutí                               | 3 942     | 0,13 %  | 1       | -   |
| Kamerunská revoluce sjednoceného lidu           | 2 876     | 0,09 %  | 0       | -   |
| Sociálně demokratická strana                    | 2 425     | 0,08 %  | 0       | -   |
| Národní hnutí za pokrok Kamerunu                | 1 765     | 0,06 %  | 0       | -   |
| Kamerunské shromáždění pro republiku            | 1 430     | 0,05 %  | 0       | -   |
| Unie demokratických sil Kamerunu                | 958       | 0,03 %  | 0       | -   |
| Národní unie úplné nezávislosti Kamerunu        | 589       | 0,02 %  | 0       | -   |
| Akce za zásluhy a rovné příležitosti            | 583       | 0,02 %  | 0       | -   |
| Strana sjednocených pracujících Kamerunu        | 543       | 0,02 %  | 0       | -   |
| Sjednocená socialistická strana                 | 541       | 0,02 %  | 0       | -   |
| Kamerunský národní kongres                      | 536       | 0,02 %  | 0       | -   |
| Africké hnutí za novou nezávislost a demokracii | 508       | 0,02 %  | 0       | -   |
| Kamerunská sjednocená fronta                    | 271       | 0,01 %  | 0       | -   |
| Kamerunské ekologické hnutí                     | 245       | 0,01 %  | 0       | -   |
| Vlastenecká lidová osvobozenecká fronta         | 186       | 0,01 %  | 0       | -   |
| Liberálně demokratická strana                   | 160       | 0,01 %  | 0       | -   |
| Hnutí kamerunských demokratů                    | 104       | 0,00 %  | 0       | -   |
| Národní shromáždění za demokracii a rozvoj      | 96        | 0,00 %  | 0       | -   |
| Celkem                                          |           |         | 180     |     |

### Komunální volby
V komunálních volbách se volilo do 363 zastupitelstev. Podle prozatímních výsledků RDPC zvítězila ve 310 případech, SDF v 21, UNDP v 13, UDC v 8, MDR v 5, UPC ve 3 a Národní aliance pro demokracii a lid (ANDP) v jednom. K Nejvyššímu soudu bylo podáno 216 podnětů na zrušení výsledků místních voleb.

## Vývoj po volbách
Dne 14. srpna 2007 vyjádřil Paul Biya přání, aby se opoziční strany zapojily do vlády. O dva dny později předseda nejsilnější opoziční strany John Fru Ndi prohlásil, že se SDF k vládě připojí pouze za předpokladu, že se bude dodržovat politika decentralizace a federalizace, větší priorita se bude věnovat sociálnímu sektoru, zřídí se nezávislá volební komise, sníží se daně na podporu investic a zlepší se životní úroveň. Při sestavování vlády 7. září 2007 se SDF k vládě nepřipojila.
Nově zvolené Národní shromáždění uspořádalo své první zasedání na 21. srpna 2007. Přestože 17 křesel bylo stále neobsazených, ke svolání schůze stačila dvoutřetinová většina. Ve stejný den společné prohlášení americké, britské a nizozemské ambasády zkritizovalo volby kvůli nesrovnalostem a naléhalo na vytvoření nezávislé volební komise. Předsedou Národního shromáždění bylo opětovně zvolen Cavayé Yéguié Djibril.